# Якушев, Василий Александрович
Василий Александрович Якушев (ум. 1881) — русский педагог и духовный писатель

; член Общества любителей духовного просвещения.

## Биография
О детстве и отрочестве Василия Якушева информации практически не сохранилось, да и прочие биографические сведения о нём очень скудны и отрывочны; известно только, что он был сыном сельского диакона. Первоначальное образование получил в московском Донском духовном училище, а затем в Московской духовной семинарии (МДС).

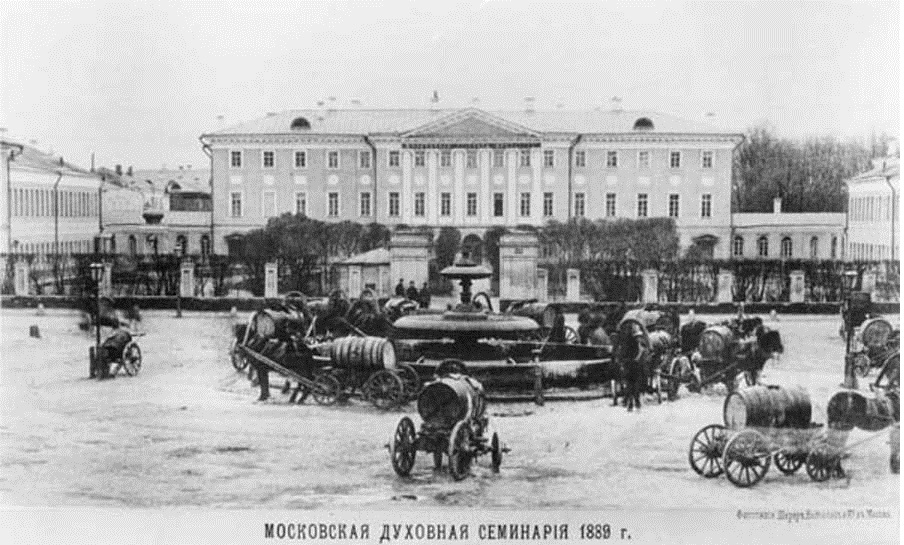
МДС в 1889 году

Окончив МДС одним из первых, Якушев намеревался продолжать своё образование в духовной академии, но материальная необеспеченность его родителей заставила его забыть об этом намерении и поступить в 1859 году на должность преподавателя Донского духовного училища. В этой должности Василий Якушев выказал хорошие педагогические способности: аккуратный, исполнительный, он умел заинтересовать учащихся преподаваемым предметом и сделать для них малопонятное лёгким и доступным; его ученики оказывались всегда лучшими в училище.
Должность преподавателя Якушев занимал в течение двенадцати лет, после чего определился на должность диакона московской Николаевской церкви, что на Пупышах, где и оставался до самой смерти.
Будучи от природы развитым человеком, Якушев был большим любителем серьёзного чтения и не жалел своих скудных средств на приобретение книг. Свою литературную деятельность Якушев начал с небольших заметок и сообщений, печатавшихся им в «Московских епархиальных (впоследствии Церковных) ведомостях», в которых печатался около десяти лет. Впоследствии он стал помещать здесь же серьёзные статьи по разным церковно-общественным вопросам, привлекавшие к себе внимание читателей. Эти статьи настолько распространили известность Якушева, что не только духовные, но и некоторые светские периодические печатные издания предлагали ему сотрудничество.
Как член Общества любителей духовного просвещения Якушев немало сделал для этого общества, членом которого он состоял в течение десяти лет.
Василий Александрович Якушев скончался 14 (26) августа 1881 года в городе Москве.